# Staffan Tapper
Staffan Tapper (Malmö, Suecia, 10 de julio de 1948) y es un exfutbolista y actual entrenador sueco, que se desempeñó como mediocampista y que solamente militó en el club de su ciudad natal. Es hijo de Börje Tapper, que también fue mundialista con Suecia en 1950.

## Clubes
| Club     | País   | Año         |
| -------- | ------ | ----------- |
| Malmö FF | Suecia | 1968 - 1979 |

## Selección nacional
Ha sido internacional con la Selección de fútbol de Suecia; donde jugó 36 partidos internacionales y anotó 3 goles por dicho seleccionado. Incluso participó con su selección, en 2 Copas Mundiales. La primera fue en Alemania Federal 1974, donde su selección logró avanzar a la segunda fase y la segunda fue en Argentina 1978, donde su selección quedó eliminado en primera fase.